# Крістіна Міліан
Крістіна Міліан (англ. Christine Milian, справжнє ім'я Крістін Флорес; нар. 26 вересня 1981) — американська поп, ритм-енд-блюз співачка, авторка пісень, композиторка, музична продюсерка, танцюристка та акторка афро-кубинського походження.

## Кар'єра
Крістін Флорес народилася третьою дитиною у звичайній родині. Батько Дон Флорес (Don Flores), мати Кармен Міліан (Carmen Milian). Ще в ранньому віці Крістін виявила нездоланну тягу до шоу-бізнесу. 
Акторську кар'єру почала в американському телесеріалі «Sister, Sister» (1996), де з'явилася в епізодичній ролі. Далі виконала епізодичну роль в комедії «Американський пиріг». У 19 років підписала контракт з рекорд-лейблом Def Jam, який випустив її перший альбом. Дебютний сингл Крістіни Міліан «AM to PM» досяг #27 в американському сингловому чарті Billboard Hot 100. Міліан виконала одну з головних ролей у фільмі «Пульс» та музичні партії у мультсеріалі «Кім Всеможу». У 2013 році вона отримала премію «Еммі». Майновий стан Крістіни Міліан перевищує 4 мільйони американських доларів.

## Фільмографія
| Рік  |   | Українська назва          | Оригінальна назва              | Роль             |
| ---- | - | ------------------------- | ------------------------------ | ---------------- |
| 2011 | с | CSI: Місце злочину        | CSI: Crime Scene Investigation | Сідні Престон    |
| 2009 | ф | Привиди колишніх подружок | Ghosts of Girlfriends Past     | Кілія            |
| 2007 | с | Таємниці Смолвілю         | Smallville                     | Рейчел Девенпорт |
| 2006 | ф | Пульс                     | Isabell Fuentes                | Ізабелла Фуентес |
| 2005 | ф | Будь крутішим!            | Linda Moon                     | Лінда Мун        |
| 1999 | с | Усі жінки — відьми        | Charmed                        | Тері Лейн        |
| 1999 | ф | Американський пиріг       | American Pie                   | член колективу   |

## Особисте життя
У лютому 2009 співачка познайомилася з афро-американським співаком The-Dream, одружилася і народила доньку Віолет (Violet). Після розлучення почала зустрічатися з французьким співаком M. Pokora.